# Bacillus thuringiensis
Bacillus thuringiensis (o Bt) és un bacteri gram positiu de la família Bacillaceae, pertanyent al grup Bacillus cereus, subdivisió del gènere Bacillus, utilitzat de manera habitual com a pesticida. És un microorganisme àmpliament distribuït. Es pot trobar al tracte digestiu d'erugues, a la superfície de plantes, en ambients aquàtics, femtes animals o a molins de farina i a magatzems de gra. També s'ha observat en experiments de laboratori parasitant arnes com la Cadra calidella.
Durant el procés de generació d'endòspores, moltes soques de Bt produeixen unes proteïnes cristal·litzades anomenades δ-endotoxines que tenen acció insecticida. Això ha portat a que s'utilitzi aquesta espècie com a insecticida i, més recentment, s'han creat cultius vegetals genèticament modificats utilitzant gens específics de Bt. No totes les soques de Bt productores de cristalls tenen propietats insecticides.

## Taxonomia i descobriment
Descobert al 1902 dins dels cucs de seda pel japonès Ishiwatari Shigetane. El va batejar B. sotto, utilitzant la paraula sottō (卒倒, col·lapse) degut a la paràlisis bacil·lar. Al 1911 el microbiòleg alemany Ernst Berliner el va redescobrir quan, estudiant una malaltia anomenada Schlaffsucht, va aconseguir aïllar-lo en unes erugues de l'espècie Ephestia kuehniella a Thuringia (d'aquí el nom de thuringiensis). B. sotto seria més tard catalogat amb el nom de B. thuringiensis var. sotto.
Al 1976 Robert A. Zakharyan va identificar la presència d'un plasmidi en una soca de Bt i va suggerir que aquest plasmidi podia estar involucrat en la formació de l'endòspora i la cristal·lització. Bt està estretament relacionat amb B. cereus, un bacteri del sòl, i amb B. anthracis, el causant de l'àntrax; els tres microorganismes bàsicament es diferencien per la composició del seus plasmidis. Tots tres són aerobis capaços de produir endòspores.
Hi ha vàries subespècies de Bacillus thuringiensis reconegudes: B. thuringiensis subsp. kurstaki (Btk), subsp. israelensis (Bti)o subsp. aizawa.

## Mecanisme de l'acció insecticida
Després de l'esporulació, B. thuringiensis forma cristalls de proteïna amb acció insecticida. Aquestes proteïnes contenen δ-endotoxins  i estan codificades pels gens cry (també són anomenades proteïnes Cry). En la majoria de soques de B. thuringiensis, els gens cry estan localitzats a un plasmidi.
Les toxines Cry tenen activitat insecticida en moltes espècies de l'ordre dels Lepidòpters, Dípters, Coleòpters i Himenòpter, així com també efecte sobre nematodes.
Quan les toxines cristal·litzades són ingerides pels insectes, aquestes es desnaturalitzen i s'alliberen al tracte intestinal. La toxina Cry s'incereix a la membrana de l'intestí, paralitzant el tracte intestinal. L'insecte deixa de menjar i mor per inanició. Alhora, bacteris Bt vius poden colonitzar l'insecte, fet que contribueix a la mort de l'individu parasitat.
S'ha observat que, quan el bacteri no està parasitant un insecte, un sARN anomenat BtsR1 pot silenciar la toxina Cry inhibint la seva expressió. La inhibició d'aquest gen afavoreix que els insectes mengin més espores resultant finalment en la mort de l'hoste.
Al 1996 es van descobrir unes noves proteïnes amb propietats insecticides. Es van anomenar Proteïnes Vegetatives Insecticides (conegudes com a VIP per les seves sigles en anglès, InterPro: IPR022180). Aquestes proteïnes no comparteixen cap seqüència homòloga amb les proteïnes Cry, no competeixen pels mateixos receptors i ataquen a d'altres insectes.
Al 2000 es va descobrir un subgrup de proteïnes Cry, anomenades parasporines, a través d'una soca de B. thuringiensis amb propietat no insecticides. Les proteïnes del grup de les parasporines no són hemolítiques però són capaces de matar cèl·lules canceroses. Al 2013 s'havien descobert sis subfamílies de parasporines, anomenades de la PS1 a la PS6.